# Lactalis

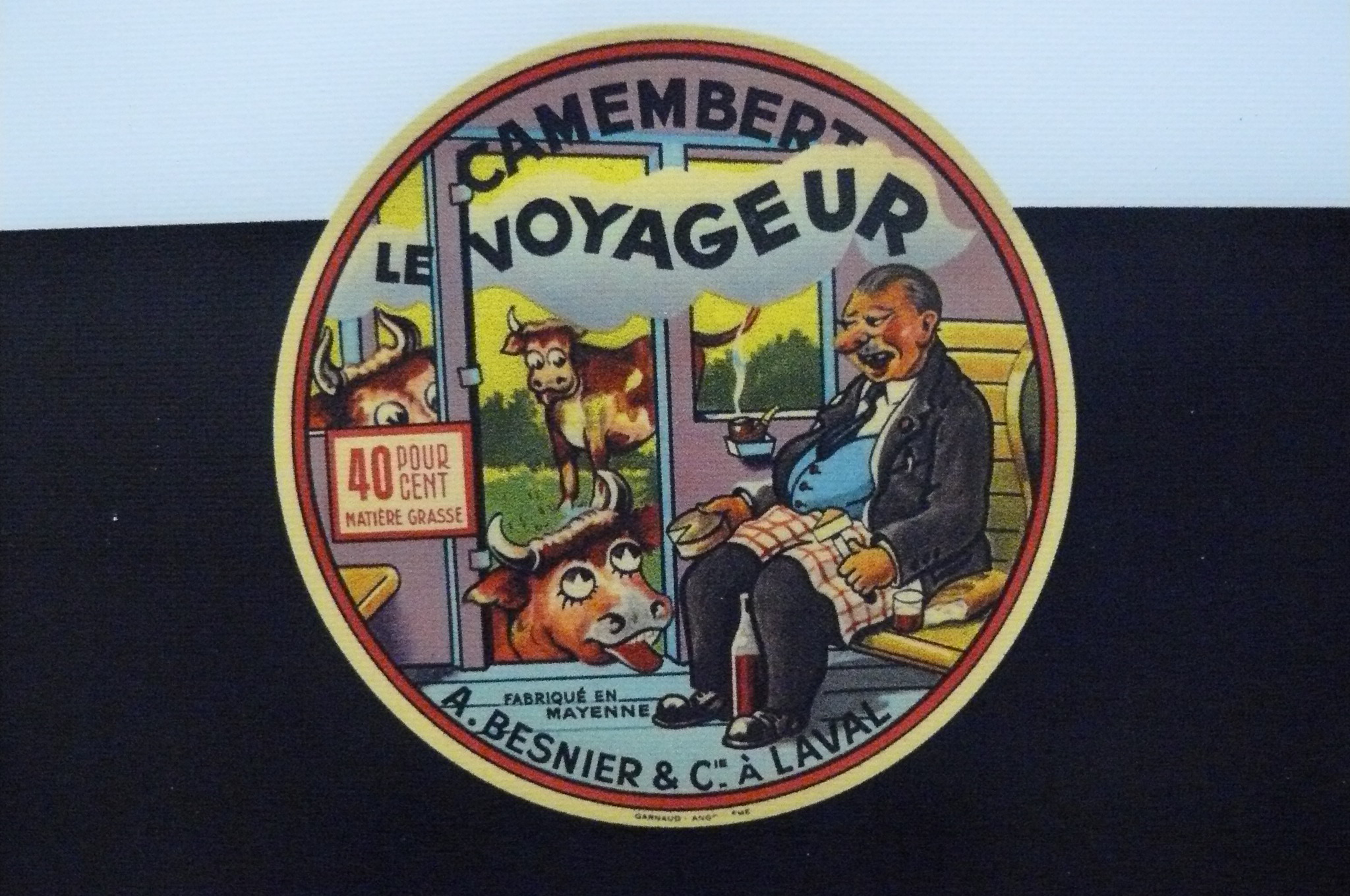
Camembert met label van A. Besnier & C., Laval

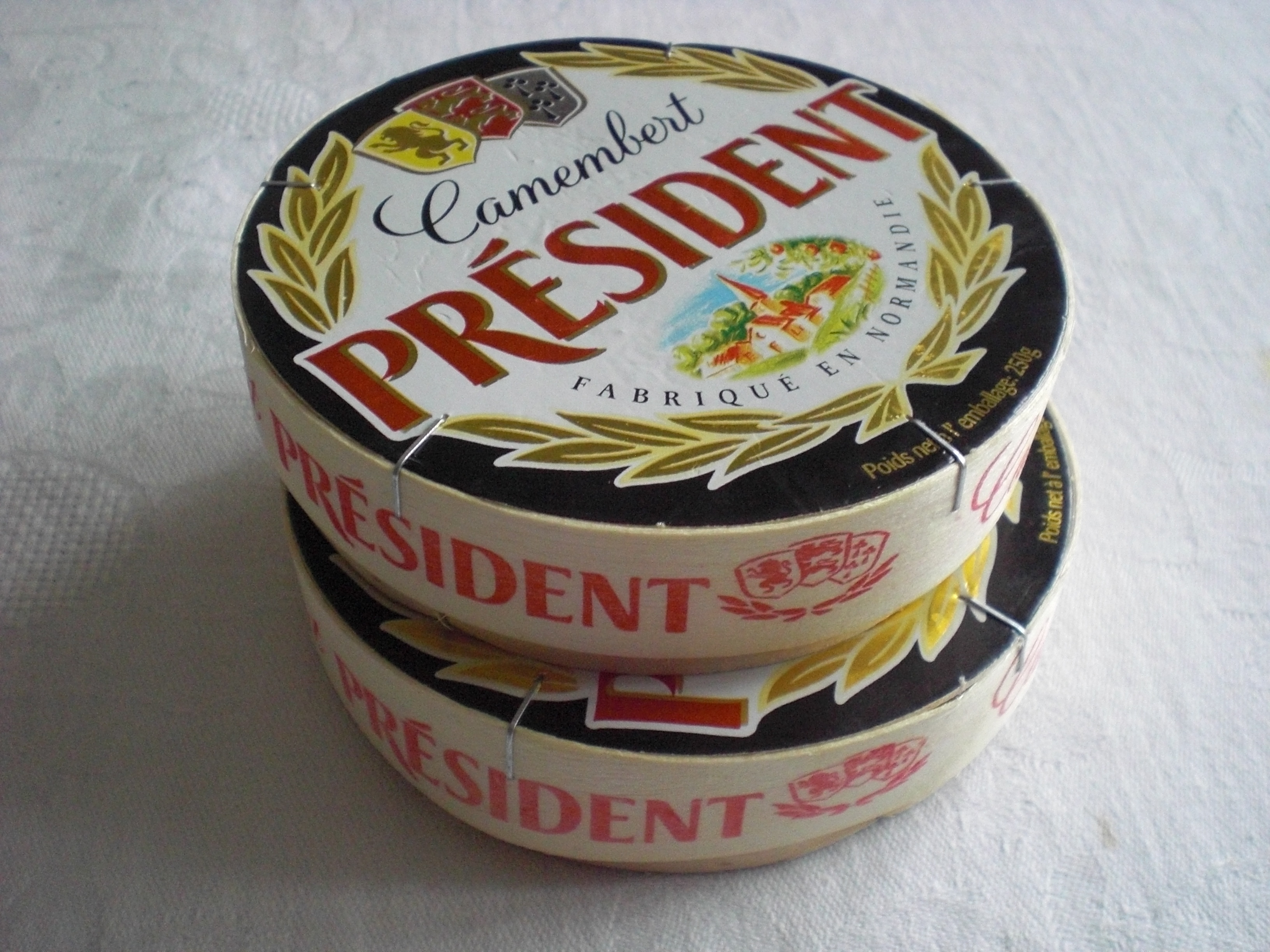
Président camembert

Lactalis is een Franse multinationale zuivelonderneming gevestigd in Laval, Mayenne, in Frankrijk. Het bedrijf is in handen van de familie Besnier en tot 1999 was de oude naam van het bedrijf Besnier SA.

## Activiteiten
Lactalis is de grootste zuivelproductengroep ter wereld en de tweede grootste voedingsmiddelengroep in Frankrijk, na Danone. De vier hoofdmerken zijn Président, Galbani, Parmalat en Kraft. In Nederland is het merk Leerdammer zeer bekend.
In 2022 bereikte het bedrijf een omzet van € 28 miljard, hiervan werd de helft behaald in Europa en een derde in Noord- en Zuid-Amerika. Het is wereldwijd actief met 270 productievestigingen in 51 landen. Van de 85.000 medewerkers zijn er 15.000 actief in Frankrijk.

## Geschiedenis
In 1933 begon André Besnier een klein kaasbedrijf, hij maakte vooral camembert. Zijn zoon Michel nam de leiding van het bedrijf over in 1955. Hij voegde andere producten toe zoals boter en crème fraîche. In 1968 werd het merk Président op de markt geïntroduceerd.
Vanaf begin jaren negentig volgden veel acquisities. In 1990 nam het Groupe Bridel over, deze telde toen 2300 werknemers verdeeld over 10 fabrieken in evenveel landen. Bridel was de op drie na grootste Franse zuivelgroep. In 1992 volgde de overname van het Amerikaanse kaasbedrijf Sorrento.
In 2006 kocht Lactalis de Italiaanse groep Galbani. Galbani had toen een omzet van zo'n € 1,3 miljard, waarvan een kwart buiten Italië. De drie fabrieken van Galbani in het noorden van Italië verwerkten zo'n 800 miljoen liter melk op jaarbasis. Lactalis versterkte hiermee zijn positie als grootste kaasmaker in Europa.
Medio 2011 volgde een tweede grote Italiaanse overname, Parmalat. Dit bedrijf was door fraude in zeer grote financiële problemen geraakt. Lactalis had een minderheidsbelang van 29%, maar door een bod op de overige aandelen kreeg het 83% in handen en kon het bedrijf worden geconsolideerd. De omzet van Lactalis steeg hierdoor naar € 15 miljard op jaarbasis. In 2013 werden de Amerikaanse merknamen Sorrento en Precious omgedoopt tot Galbani.
Lactilis nam op 1 maart 2012 het Zweedse zuivelbedrijf Skånemejerier over. Skånemejerier had een jaaromzet van ongeveer € 350 miljoen, voornamelijk behaald in Zweden, maar het was ook actief in andere Scandinavische landen. Ongeveer 30% van de omzet was afkomstig van kaasverkopen en de rest van melk, yogurt en andere zuivelproducten. Het marktaandeel van Lactalis was minder dan 2% in Zweden en dit steeg naar 10% als gevolg van deze koop.
In juli 2017 verkocht Danone de Amerikaanse dochteronderneming Stonyfield Farm aan Lactalis voor US$ 875 miljoen. De verkoop was ingegeven om antitrustclaims te voorkomen en de weg vrij te maken voor Danone's overname van de Amerikaanse biologische voedselproducent WhiteWave Foods. Stonyfield Farm behaalde een omzet van US$€ 370 miljoen in 2016.
In december 2017 kondigde Lactalis de overname aan van Itambé. Dit Braziliaanse zuivelbedrijf telde 3700 medewerkers en behoorde tot de grootste aanbieders van zuivel in het land. In 2013 was Lacatis reeds actief geworden in Brazilië met de overname van Balkis. Lactalis had in 2017 een jaaromzet van € 18,5 miljard waarvan een derde kaas.
Op 15 september 2020 kondigde Lactalis de overname aan van de kaasactiviteiten van Kraft Heinz Company voor US$ 3,2 miljard. Het Amerikaanse ministerie van Justitie oordeelde dat Lactalis de kaasmerken Athenos en Polly-O moest afstoten, maar de merken Cracker Barrel, Breakstone, Knudsen en Kraft zijn wel overgenomen. Verder zijn 750 medewerkers en drie productielocaties naar Lactalis overgegaan.
Sinds 2021 is de Nederlandse kaasproducent Leerdammer onderdeel van Lactalis. De naam is nadien gewijzigd in Royal Lactalis Leerdammer. Royal Lactalis Leerdammer telt ongeveer 430 werknemers verdeeld over drie productielocaties in Schoonrewoerd, Dalfsen en Wageningen.